# Dinka, Channarayapatna
Dinka là một làng thuộc tehsil Channarayapatna, huyện Hassan, bang Karnataka, Ấn Độ.